# Roni Shuruk
Aharon Shuruk, plus communément appelé Roni Shuluk, né le 24 février 1946, est un footballeur international israélien, évoluant au poste de milieu de terrain.

## Carrière
Shuruk commence sa carrière au Hakoah Ramat Gan en 1966. Le 18 février 1969, il joue, pour la première fois, sous les couleurs de la sélection israélienne. Retenu pour la Coupe du monde 1970, il ne dispute qu'un seul match lors de cette compétition, face à la Suède, lorsqu'il remplace Yochanan Vollach. Israël est éliminé dès le premier tour. Entre-temps, il remporte deux Coupes d'Israël, en 1969 et 1971.
Shuruk continue d'évoluer dans le ventre mou du championnat jusqu'en 1972, où Ramat-Gan finit troisième. La saison suivante, il soulève son seul titre de champion d'Israël. Néanmoins, le club ne tient pas son rang et évite la relégation en 1974.
En 1975, Roni Shuruk change d'équipe, jouant avec le Maccabi Haïfa pendant une saison avant de terminer sa carrière au Hapoël Kfar Sabah où le club est relégué en seconde division dès son arrivée.

## Palmarès
- Champion d'Israël en 1973 avec l'Hakoah Ramat Gan
- Vainqueur de la Coupe d'Israël en 1969 et 1971 avec l'Hakoah Ramat Gan